# Ординский сельский округ (Западно-Казахстанская область)
Ординский сельский округ — административно-территориальное образование в Бокейординском районе Западно-Казахстанской области.

## Административное устройство
1. село Хан Ордасы
2. село Карасай
3. село Карасу
4. село Сейткали
5. село Уштерек